# Cuinzier
Cuinzier est une commune française située dans le département de la Loire en région Auvergne-Rhône-Alpes.

## Géographie

### Localisation
Cuinzier se situe à environ trente minutes de Roanne.

### Communes limitrophes
|          | Mars     | Arcinges   |
| Villers  | Cuinzier | Le Cergne  |
| Jarnosse |          | Sevelinges |

### Topographie

#### Hydrographie
C'est à Cuinzier que le cours d'eau le Jarnossin (affluent direct de rive droite de la Loire) prend sa source.

## Toponymie
La première mention de la commune date de 1234 sous le nom d'Ad Cunxie. Elle s'appela ensuite De Cunziaco en 1286, Cuinzié en 1583 et enfin Cuinzier en 1687.

## Histoire
Au XIIIe siècle, la paroisse de Cuinzier relevait du territoire du Beaujolais ; pour les haute, moyenne et basse justices, elle relevait de la châtellenie de Thizy.
En 1709, la commune n'est pas épargnée par le grand hiver qui engendra de nombreux décès.
Cuinzier faisait partie du Lyonnais jusqu'en 1793 puis fut rattachée à la Loire.
En 1801, après la Révolution, le diocèse de Lyon supprime la paroisse de Cuinzier pour la réunir avec la paroisse d'Arcinges, mais après plusieurs années d'affrontements qui opposèrent les habitants des deux paroisses, la paroisse de Cuinzier est rétablie en 1828,.
Concernant l'éducation, une école de garçons est créée en 1838 puis une école de filles est créée en 1872.
Au XIXe siècle, les premiers métiers à tisser s'installent dans les fermes complétant ainsi le revenu des paysans. En 1909, la commune est électrifiée, ce qui donne un essor à l'industrie du tissage,.

## Héraldique
|  | Les armoiries de Cuinzier se blasonnent ainsi : Coupé, la ligne de partition formant trois coupeaux : au 1er d’or à la tête arrachée de lion de sable lampassée de gueules, au 2e de sinople, à deux navettes d’or passées en sautoir. |

## Politique et administration

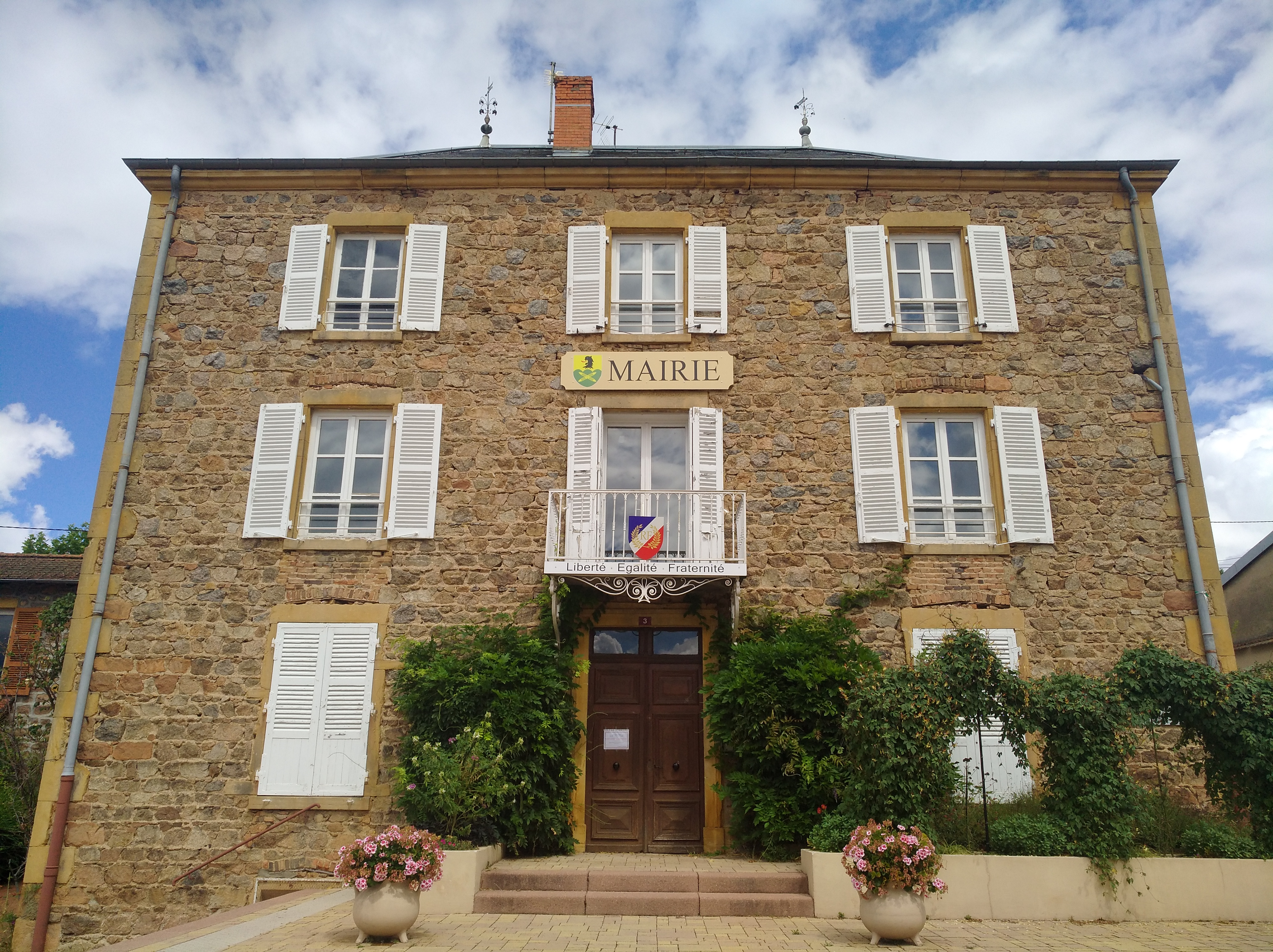
Mairie de Cuinzier

### Liste des maires[5]
| Période   | Période   | Identité               | Étiquette    | Qualité                                                  |
| --------- | --------- | ---------------------- | ------------ | -------------------------------------------------------- |
| 1941      | 1971      | Henri Desseigne        | MRP          |                                                          |
| 1971      | 1990      | Jean-Baptiste Chabrier | DVD puis UDF |                                                          |
| 1990      | mars 2008 | Louis Deville          |              |                                                          |
| mars 2008 | En cours  | Marc Lapallus          | DVD          | Président de l'association des maires ruraux de la Loire |

## Démographie
L'évolution du nombre d'habitants est connue à travers les recensements de la population effectués dans la commune depuis 1793. Pour les communes de moins de 10 000 habitants, une enquête de recensement portant sur toute la population est réalisée tous les cinq ans, les populations de référence des années intermédiaires étant quant à elles estimées par interpolation ou extrapolation. Pour la commune, le premier recensement exhaustif entrant dans le cadre du nouveau dispositif a été réalisé en 2004.

En 2022, la commune comptait 705 habitants, en évolution de −4,34 % par rapport à 2016 (Loire : +1,32 %, France hors Mayotte : +2,11 %).
| 1793 | 1800 | 1806 | 1821 | 1831 | 1836 | 1841 | 1846 | 1851 |
| ---- | ---- | ---- | ---- | ---- | ---- | ---- | ---- | ---- |
| 570  | 541  | 716  | 609  | 706  | 748  | 744  | 852  | 965  |

| 1856  | 1861  | 1866  | 1872  | 1876  | 1881  | 1886  | 1891  | 1896  |
| ----- | ----- | ----- | ----- | ----- | ----- | ----- | ----- | ----- |
| 1 135 | 1 250 | 1 230 | 1 235 | 1 256 | 1 261 | 1 170 | 1 148 | 1 177 |

| 1901  | 1906  | 1911 | 1921 | 1926 | 1931 | 1936 | 1946 | 1954 |
| ----- | ----- | ---- | ---- | ---- | ---- | ---- | ---- | ---- |
| 1 177 | 1 090 | 955  | 727  | 764  | 737  | 661  | 606  | 653  |

| 1962 | 1968 | 1975 | 1982 | 1990 | 1999 | 2004 | 2006 | 2009 |
| ---- | ---- | ---- | ---- | ---- | ---- | ---- | ---- | ---- |
| 628  | 605  | 598  | 571  | 583  | 590  | 576  | 574  | 646  |

| 2014 | 2019 | 2022 | - | - | - | - | - | - |
| ---- | ---- | ---- | - | - | - | - | - | - |
| 716  | 711  | 705  | - | - | - | - | - | - |

### Climat
Pour des articles plus généraux, voir Climat d'Auvergne-Rhône-Alpes et Climat de la Loire.
En 2010, le climat de la commune est de type climat des marges montargnardes, selon une étude du Centre national de la recherche scientifique s'appuyant sur une série de données couvrant la période 1971-2000. En 2020, Météo-France publie une typologie des climats de la France métropolitaine dans laquelle la commune est exposée à un climat de montagne ou de marges de montagne et est dans une zone de transition entre les régions climatiques « Centre et contreforts nord du Massif Central » et « Nord-est du Massif Central ».
Pour la période 1971-2000, la température annuelle moyenne est de 10,6 °C, avec une amplitude thermique annuelle de 15,9 °C. Le cumul annuel moyen de précipitations est de 932 mm, avec 11,4 jours de précipitations en janvier et 7,9 jours en juillet. Pour la période 1991-2020, la température moyenne annuelle observée sur la station météorologique de Météo-France la plus proche, « Charlieu », sur la commune de Charlieu à 8 km à vol d'oiseau, est de 11,6 °C et le cumul annuel moyen de précipitations est de 769,3 mm,. Pour l'avenir, les paramètres climatiques de la commune estimés pour 2050 selon différents scénarios d'émission de gaz à effet de serre sont consultables sur un site dédié publié par Météo-France en novembre 2022.

## Urbanisme

### Typologie
Au 1er janvier 2024, Cuinzier est catégorisée commune rurale à habitat dispersé, selon la nouvelle grille communale de densité à sept niveaux définie par l'Insee en 2022.
Elle est située hors unité urbaine. Par ailleurs la commune fait partie de l'aire d'attraction de Roanne, dont elle est une commune de la couronne,. Cette aire, qui regroupe 88 communes, est catégorisée dans les aires de 50 000 à moins de 200 000 habitants,.

### Occupation des sols
L'occupation des sols de la commune, telle qu'elle ressort de la base de données européenne d’occupation biophysique des sols Corine Land Cover (CLC), est marquée par l'importance des territoires agricoles (73,1 % en 2018), en diminution par rapport à 1990 (77 %). La répartition détaillée en 2018 est la suivante :
prairies (68,5 %), forêts (14 %), zones urbanisées (12,9 %), zones agricoles hétérogènes (4,6 %). L'évolution de l’occupation des sols de la commune et de ses infrastructures peut être observée sur les différentes représentations cartographiques du territoire : la carte de Cassini (XVIIIe siècle), la carte d'état-major (1820-1866) et les cartes ou photos aériennes de l'IGN pour la période actuelle (1950 à aujourd'hui).

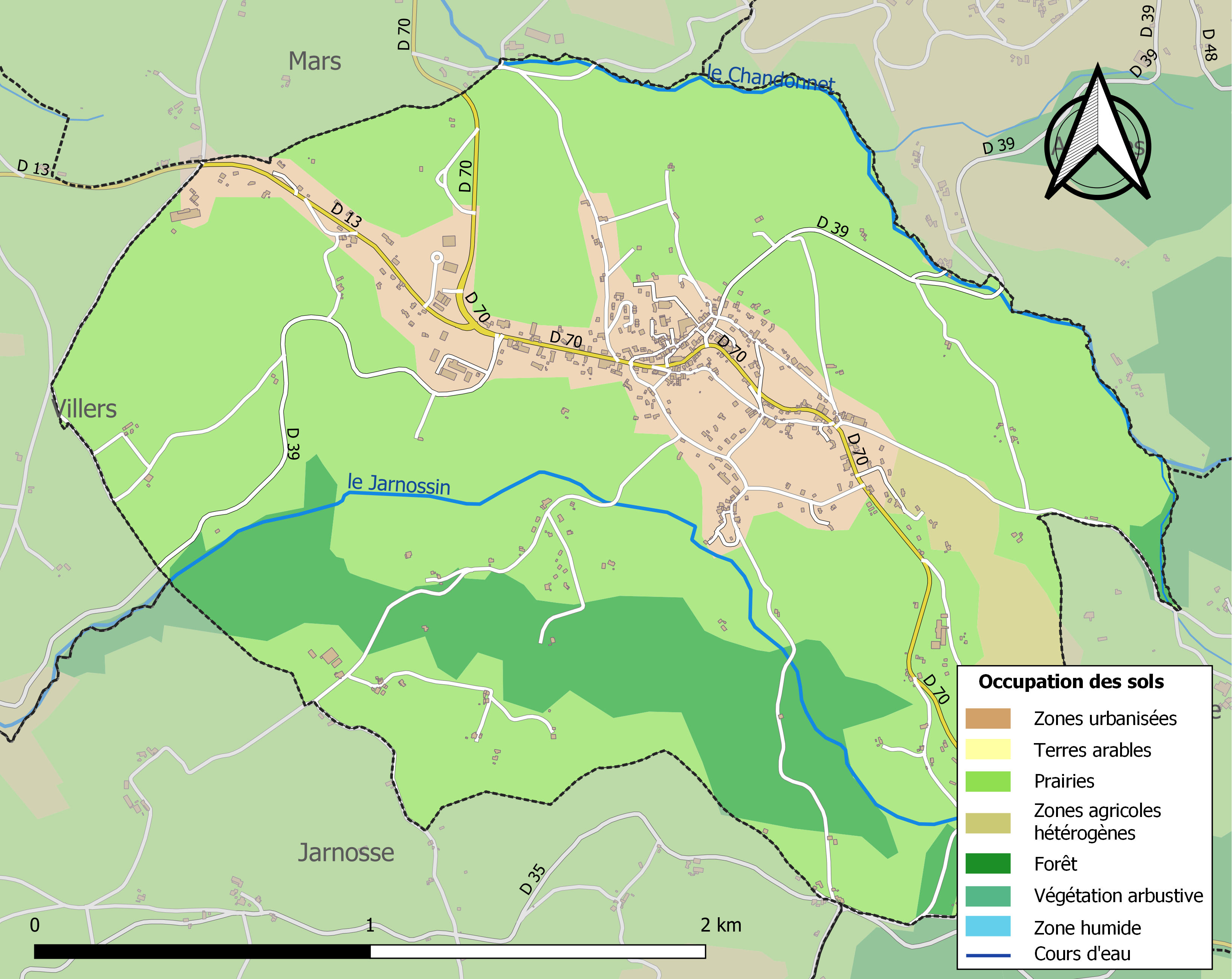
Carte des infrastructures et de l'occupation des sols de la commune en 2018 (CLC).

## Lieux et monuments

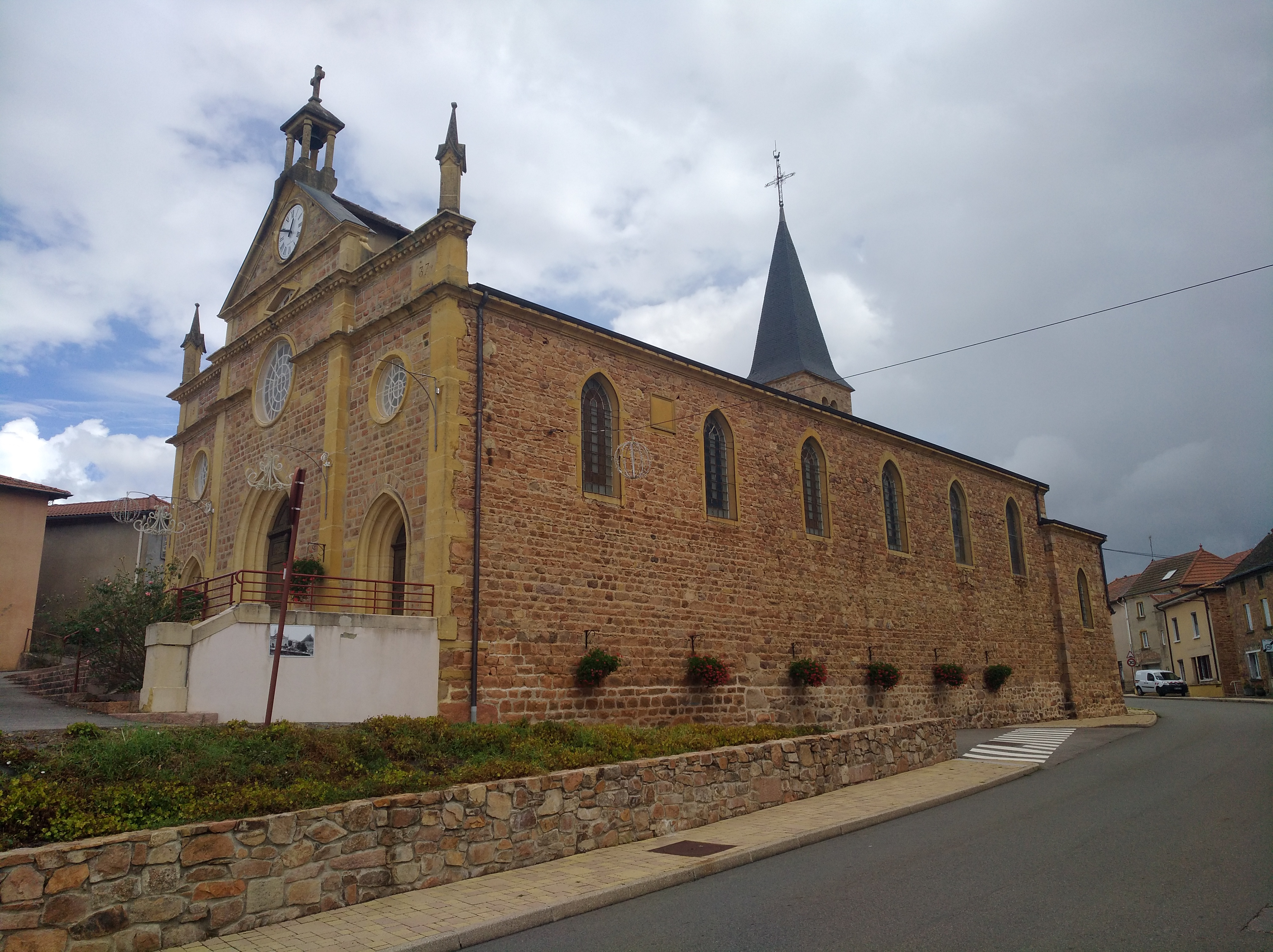
Église Sainte-Madeleine

- Église Sainte-Madeleine (construite en 1829)[3].

## Personnalités liées à la commune
- Henri Desseigne (1903-1990), directeur de tissages, conseiller général, sénateur et maire de Cuinzier où il est né et mort.